# サンゴロドリム
サンゴロドリム（Thangorodrim）は、J・R・R・トールキンの中つ国を舞台とした小説、『シルマリルの物語』に登場する火山。

## 名称
シンダール語でサンゴロドリムは「圧制者の築ける山並（Mountains of Tyranny）」または「圧政の山系（The oppression mountain group）」の意味を指す。『中つ国の歴史』の11巻、灰色の年代記では「圧制者の数多なる塔（The Tyrannous Towers）」、または「圧政の山並み（the Mountains of Oppression）」とされている。

## 形状
第一紀の鉄山脈の南側に突き出るように、アングバンドの門の上にモルゴスの手によって築かれた三つの山であり城砦。アングバンドを地下要塞として再建するために、地下深く掘った際に出てきた土砂や礫、また地下溶鉱炉から出た鉱滓や灰などを積み上げて造られた。造られた経緯や材質等から見るといわゆるボタ山に近い。しかし、元ヴァラであるモルゴスの手になるものであるためか、絶壁や断崖を形造るほどに充分な堅固さを備えていた。『中つ国の歴史』でのトールキン自筆の地図においても先が非常に尖った縦長の角錐のような形として描かれている。このためか、『シルマリルの物語』の作中、サンゴロドリムは山というよりもむしろ、塔もしくは尖塔として描写されることが多い。
この塔は常に煙霧をたなびかせており、麓には大門及び無数の秘密の出入り口が作られている。またアングバンドの地下溶鉱炉を通して、頂上から火炎流や毒を含んだ黒煙を吐き出すことも出来た。

## 高さ
サンゴロドリムの正確な高さは不明である。作中で具体的な数値が出てくるのは、アングバンドの地下に通ずる大門の上にある絶壁が、1000フィート（約300メートル）あるということくらいである。
『中つ国歴史地図』の作者カレン・ウィン・フォンスタッドによると、ドリアスのメネグロスの橋からサンゴロドリムの城門までが150リーグ（約833km）あることを基準として、トールキンがトル＝シリオンを描いた絵での、シリオンの山道からはるか遠くに見えるサンゴロドリムの高さを推定すると、高さは35000フィート（約1万m以上）で基部は5マイル（約8km）あると記している。このことからトールキンファンの中には、サンゴロドリムを中つ国最高峰として扱う者もいる。
しかし問題が一つある。それはトールキンがトル＝シリオンの絵を描いたのは1928年ということである。クリストファーによるとトールキンがシルマリル関連の絵を書いたのは1920年代後半が多いようで、トル＝シリオンもその一つであり、元々はモノクロであった。よく見られる色の付いたバージョンは1978年のカレンダーに載ったもので、H.E.Riddettという絵師がカラーリングしたものである。
『中つ国の歴史』第5巻でクリストファーは「この時点でのサンゴロドリムは（メネグロスに）かなり近かったと考えられる」と記している。また「メネグロスからアングバンドの門までが150リーグとされたのは指輪物語執筆後の後期での設定である」と明かしており、そして「この頃の設定での地図のスケールだと70リーグ（約389km）以上もなかったと思われる」とも記している。要はサンゴロドリムの城砦は、当初は遥か南にあったということである。ここで生じる設定の相違から、クリストファーは出版された『シルマリルの物語』の地図から、サンゴロドリムとエレド・エングリン（鉄山脈）をオミットしたと『中つ国の歴史』第11巻で述べている。
以上のことを踏まえると、フォンスタッドの推測したサンゴロドリムの高さは、古い設定のもとに描かれた絵を参考に、新しい設定での距離を下敷きに導き出していることとなる。
ちなみに指輪物語執筆後の後期の設定で、サンゴロドリムをはるか遠くに望むことができるとされているのは、出版された『シルマリルの物語』ではエレド・ウェスリンの山腹（フェアノールが瀕死の際に目にする）とドルソニオン（アイグノールとアングロドが常に遠くに見ている）、あとはアルド＝ガレンくらいであり、トル＝シリオンが存在するシリオンの谷間から、サンゴロドリムを見ることができると書かれている箇所はない。

## 歴史
至福の地アマンからシルマリルを奪って逃げてきたモルゴスが、アングバンドを再建した際にこの塔を拵えた。マイズロスを謀って捕らえた後、ここの絶壁に魔法の鉄枷でぶら下げて人質としたり、第四の合戦時には火炎を大量に流出し、緑なす地を灰に覆われた不毛の大地に変えてしまったり、高みにある椅子にフーリンを28年も魔法で縛り付けたりと、冥王モルゴスの恐怖の象徴として聳え立っていた。しかし第一紀終わりの怒りの戦いにおいて、黒竜アンカラゴンがエアレンディルに討たれた際、空から落下してきた黒竜の衝撃によってサンゴロドリムの塔は毀たれた。